# Andrew Cray
Andrew S. Cray (Chippewa Falls, 11 de junho de 1986 – Baltimore, 28 de agosto de 2014) foi um ativista e figura política norte-americana dos direitos LGBTQ. Cray desempenhou um papel central na obtenção de novas proteções nacionais contra a discriminação LGBTQ como parte do Affordable Care Act, em parceria com a Casa Branca e o Departamento de Saúde e Serviços Humanos para criar a iniciativa Out2Enroll para conectar pessoas LGBTQ com opções de cobertura de seguro saúde, auxiliando na aprovação do HOPE Act para tornar a doação e o transplante de órgãos mais acessíveis a pessoas com HIV e redigindo novas disposições que atendam às necessidades dos jovens LGBTQ para o McKinney–Vento Homeless Assistance Act.

## Primeiros anos e educação
Andrew Cray nasceu em Chippewa Falls, Wisconsin, filho de Steven e Ardis Cray. Ele era neto de Seymour Cray, o fundador da Cray Research. Cray foi orador da turma de 2004 da Chippewa Falls High School. Além de obter notas altas academicamente, ele era um músico multi-instrumento que tocava bateria, clarinete, teclado e trombone. Cray foi diretor estudantil da banda de concerto da escola e ganhador do Prêmio John Philip Sousa.
Após concluir o ensino secundário, obteve seu bacharelado pela Universidade Northwestern e seu doutorado em Direito pela Faculdade de Direito da Universidade de Michigan. Durante seu período na Northwestern, Cray foi presidente de ativismo da Rainbow Alliance.

## Carreira
Depois de se assumir como um homem transgênero durante a faculdade, Cray começou sua carreira como um membro do direito e analista de políticas na Coalizão Nacional para a Saúde LGBT, onde atuou como pesquisador principal e autor do relatório abrangente da coalizão sobre a saúde de veteranos LGBTQ. Cray atuou como membro do Direito na Força-Tarefa Nacional LGBTQ em 2009, onde foi encarregado de escrever recomendações para inclusão na legislação de reforma da saúde que estava sendo debatida no Congresso dos Estados Unidos. Cray então se tornou um membro do direito e política da saúde no Centro Nacional para a Igualdade Transgênero, onde defendeu o acesso a cuidados de saúde acessíveis e de alta qualidade para pessoas transgênero. Andrew foi um membro fundador da Trans Legal Advocates of Washington, que treina advogados em questões legais transgênero e opera clínicas jurídicas pro bono para clientes transgêneros.
A partir de 2012, Cray atuou como Analista de Políticas para o Projeto de Pesquisa e Comunicação LGBTQ do Centro para o Progresso Americano. A pesquisa de Cray se concentrou na inclusão e engajamento LGBTQ na implementação estadual do Affordable Care Act, políticas de seguro saúde que melhoram a cobertura para famílias LGBTQ, coleta de dados inclusivos LGBTQ e jovens LGBTQ. Cray liderou esforços para obter políticas de seguro saúde inclusivas para transgêneros em vários estados dos EUA e no Distrito de Columbia. Entre seu trabalho de política federal, Cray desempenhou um papel crítico como fundador da Out2Enroll, uma iniciativa nacional que conecta pessoas LGBTQ e suas famílias com opções de cobertura de seguro saúde.
Cray participou de um evento na Casa Branca para celebrar a adesão de mais de 8 milhões de pessoas ao seguro saúde após a implementação da Lei de Assistência Médica Acessível. Cray recebeu uma ovação de pé dos participantes. Paulette Aniskoff, diretora do Escritório de Engajamento Público da Casa Branca, disse que as contribuições de Cray para a Lei de Assistência Médica Acessível foram essenciais para o sucesso da implementação da lei.

## Vida pessoal e morte
Em 24 de agosto de 2014, após receber um diagnóstico de câncer terminal, Cray se casou com a ativista dos direitos LGBTQ Sarah McBride, que também é transgênero. O bispo episcopal Gene Robinson presidiu a cerimônia. Quatro dias após o casamento, Cray morreu de câncer oral.

## Legado
Em outubro de 2014, o presidente Barack Obama homenageou postumamente Cray como um "Campeão da Mudança" por suas contribuições à saúde LGBTQ. Em 2014, o Centro Nacional para a Igualdade Transgênero criou uma bolsa de estudos e um prêmio em homenagem a Cray. Em 2017, um fundo de bolsas de estudo em nome de Cray (a Bolsa Memorial Andrew Cray) foi criado para apoiar oportunidades pós-secundárias para jovens LGBTQ em Wisconsin.